# (181902) 1999 RD215
(181902) 1999 RD215 est un transneptunien de magnitude absolue 7,4. Son diamètre est estimé à 146 km.